# Zitti e buoni
Zitti e buoni (Italiaans voor Zwijg en gedraag je) is het lied waarmee de Italiaanse rockband Måneskin het Eurovisiesongfestival van 2021 won en zo internationale bekendheid verwierf.

## Eurovisiesongfestival
Met Zitti e buoni won Måneskin in maart 2021 het Festival van San Remo, waarna het nummer vervolgens de Italiaanse inzending werd voor het Eurovisiesongfestival 2021. Aangezien Italië lid is van de "Big Five", zat het nummer automatisch in de finale, die op 22 mei 2021 werd gehouden in Rotterdam Ahoy in Rotterdam (Nederland). Italië steeg na de repetities door naar de top 3 bij de grootste kanshebbers om het festival te winnen. In de finale behaalde het nummer een score van 524 punten, waarvan 318 punten afkomstig waren van het televotende publiek en 206 van de vakjury's. Met een voorsprong van 25 punten op de nummer twee (Voilà van de Franse Barbara Pravi) won Italië voor de derde keer in de historie en voor het eerst sinds 1990 het Eurovisiesongfestival. 
Zitti en buoni was het tweede lied in het rockgenre dat het Eurovisiesongfestival wist te winnen, na Hard Rock Hallelujah van de Finse band Lordi (2006).

## Hitnoteringen

### Nederlandse Top 40
| Positie: | 24 | 19 | 21 | 27 | 35 | uit |

### NederlandseSingle Top 100
| Positie: | 1 | 2 | 2 | 4 | 4 | 12 | 17 | 33 | 45 | 54 | 72 | 78 | 94 | uit |

### VlaamseUltratop 50
| Positie: | 9 | 2 | 2 | 4 | 2 | 6 | 16 | 21 | 28 | 30 | 29 | 30 | 31 | 40 | 46 | uit |

### NPO Radio 2 Top 2000
| Nummer met noteringen in de NPO Radio 2 Top 2000 | '21  | '22 | '23 | '24 |
| ------------------------------------------------ | ---- | --- | --- | --- |
| Zitti e buoni                                    | 1021 | 469 | 779 | 964 |

1. ↑  Een vetgedrukt getal geeft de hoogste notering aan.
2. ↑  2021 was het eerste jaar met een notering voor dit nummer.

1956: Refrain · 
1957: Net als toen · 
1958: Dors, mon amour · 
1959: 'n Beetje · 
1960: Tom Pillibi · 
1961: Nous les amoureux · 
1962: Un premier amour · 
1963: Dansevise · 
1964: Non ho l'età · 
1965: Poupée de cire, poupée de son · 
1966: Merci, chérie · 
1967: Puppet on a string · 
1968: La la la · 
1969: Un jour, un enfant, De troubadour, Vivo cantando, Boom bang-a-bang · 
1970: All kinds of everything · 
1971: Un banc, un arbre, une rue · 
1972: Après toi · 
1973: Tu te reconnaîtras · 
1974: Waterloo · 
1975: Ding-a-dong · 
1976: Save your kisses for me · 
1977: L'oiseau et l'enfant · 
1978: A-ba-ni-bi · 
1979: Hallelujah · 
1980: What's another year · 
1981: Making your mind up · 
1982: Ein bißchen Frieden · 
1983: Si la vie est cadeau · 
1984: Diggi-loo diggi-ley · 
1985: La det swinge · 
1986: J'aime la vie · 
1987: Hold me now · 
1988: Ne partez pas sans moi · 
1989: Rock me · 
1990: Insieme: 1992 · 
1991: Fångad av en stormvind · 
1992: Why me? · 
1993: In your eyes · 
1994: Rock 'n' roll kids · 
1995: Nocturne · 
1996: The voice · 
1997: Love shine a light · 
1998: Diva · 
1999: Take me to your heaven · 
2000: Fly on the wings of love · 
2001: Everybody · 
2002: I wanna · 
2003: Everyway that I can · 
2004: Wild dances · 
2005: My number one · 
2006: Hard rock hallelujah · 
2007: Molitva · 
2008: Believe · 
2009: Fairytale · 
2010: Satellite · 
2011: Running scared · 
2012: Euphoria · 
2013: Only teardrops · 
2014: Rise like a phoenix · 
2015: Heroes · 
2016: 1944 · 
2017: Amar pelos dois · 
2018: Toy · 
2019: Arcade · 
2021: Zitti e buoni · 
2022: Stefania · 
2023: Tattoo · 
2024: The code